# IC 745
IC 745 ist eine aktive, linsenförmige Zwerggalaxie mit hoher Sternentstehungsrate vom Hubble-Typ E/S0 im Sternbild Jungfrau an der Ekliptik. Sie ist schätzungsweise 46 Millionen Lichtjahre von der Milchstraße entfernt und hat einen Durchmesser von etwa 10.000 Lichtjahren.
Das Objekt wurde am 22. April 1892 vom französischen Astronomen Stéphane Javelle entdeckt.